# Bouchon de dessablage
Pour les articles homonymes, voir Bouchon.
 (septembre 2018).
Si vous disposez d'ouvrages ou d'articles de référence ou si vous connaissez des sites web de qualité traitant du thème abordé ici, merci de compléter l'article en donnant les références utiles à sa vérifiabilité et en les liant à la section « Notes et références ».

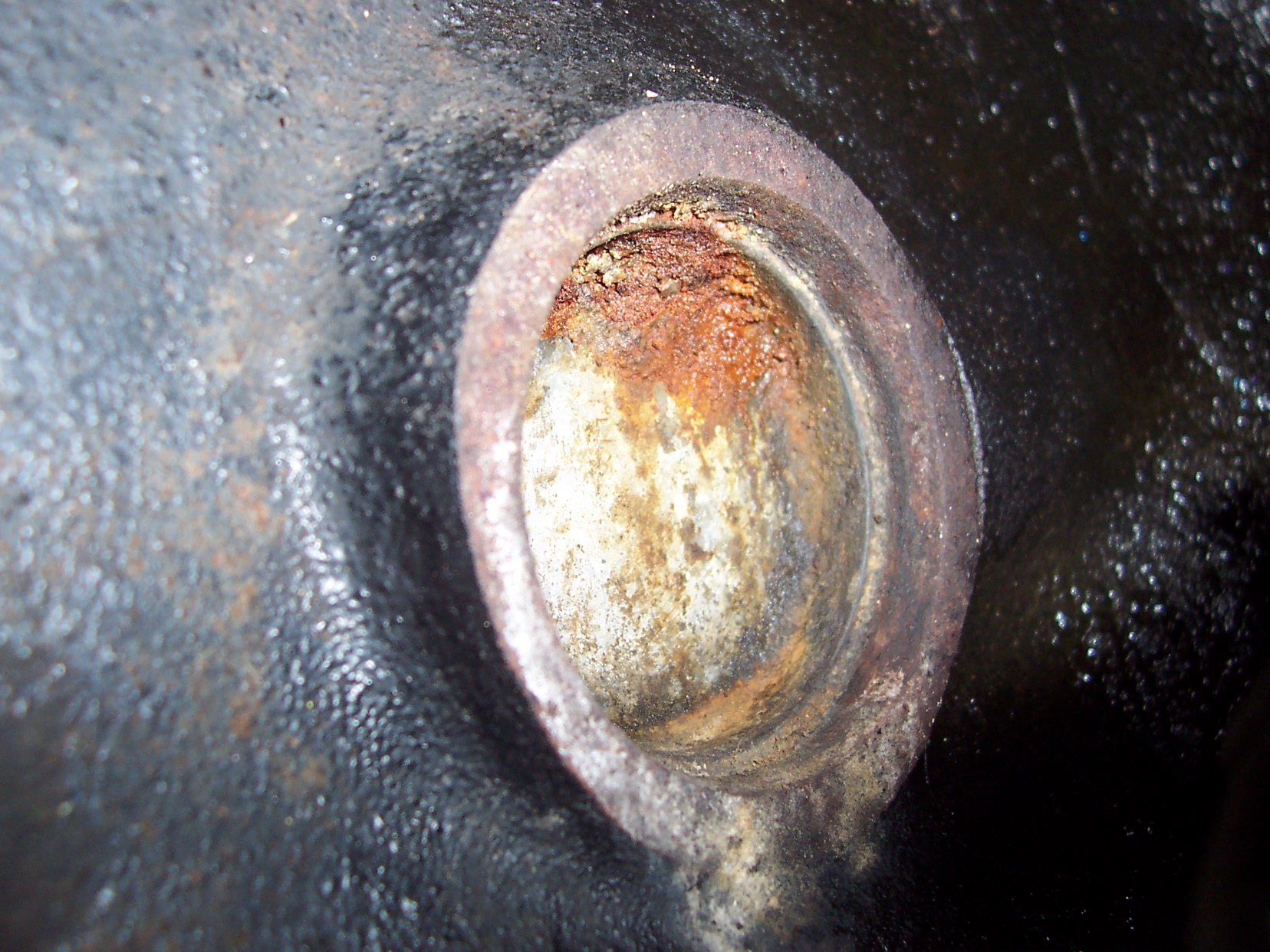
Un bouchon de dessablage

Les bouchons de dessablage sont des éléments de la partie inférieure des blocs-cylindres des moteurs à combustion interne à refroidissement par eau, nécessaires à la réalisation du moteur, et plus particulièrement de l'opération de dessablage. Ils sont parfois appelés bouchons de bloc-cylindres ou bouchons d'expansion.

## Description
Les bouchons sont placés de telle sorte que lors du coulage du bloc en fonte, ils maintiennent les moules en sable qui correspondent aux cavités de circulation du liquide de refroidissement. Ils servent ensuite à évacuer le sable du moule une fois le bloc coulé et refroidi.
Les bouchons se présentent habituellement sous la forme de coupelles métalliques, montées sur le bloc par frettage. Ils peuvent être faits également de gomme ou d'autres matériaux.
Les bouchons de dessablage sont souvent une source de fuites, dues à la corrosion causées par le liquide de refroidissement. Bien que les liquides antigels modernes ne s'évaporent pas et sont considérés comme permanents, les additifs anti-corrosion peuvent perdre de leur capacité avec le temps, d'où la nécessité de purger le liquide de refroidissement. L'absence de cette maintenance peut accélérer le phénomène de corrosion des bouchons.
Les bouchons, placés en partie basse du bloc-cylindres, sont rarement accessibles facilement; leur remplacement nécessite la dépose partielle ou totale du moteur.

## Croyance
Le bouchon de dessablage servirait selon une croyance à prévenir la casse d'un bloc-cylindres à température négative lorsque le liquide de refroidissement, n'ayant plus ou trop peu d'antigel, se transforme en glace. Le bouchon sortirait alors de son emplacement pour relâcher la pression due à l'expansion de la glace.
Il s'agirait d'une légende urbaine : en effet lorsqu'il y a formation de glace solide à l'intérieur du moteur, celle-ci exerce une force radiale en tout point où elle se forme, les bouchons ne rempliraient donc que très localement leur rôle. Par ailleurs, aucun constructeur n'a affirmé que les bouchons de dessablage pouvaient être des « bouchons d'expansion ».